# Ulrich Junghanns

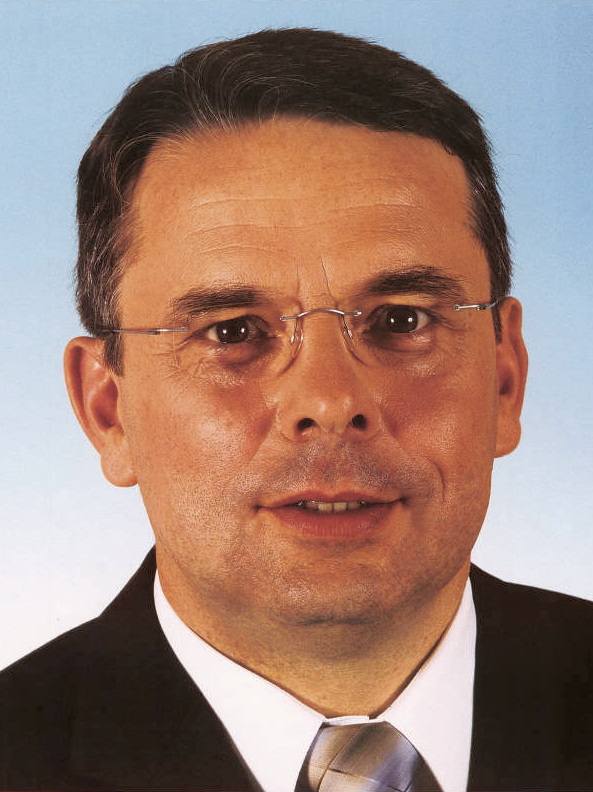
Ulrich Junghanns (2004)

Ulrich Junghanns (* 25. Mai 1956 in Gera) ist ein deutscher Politiker (früher DBD, jetzt CDU). Er war von November 2002 bis November 2009 Wirtschaftsminister des Landes Brandenburg und vom 20. Februar 2007 bis zum 20. Oktober 2008 stellvertretender Ministerpräsident von Brandenburg. Vom 27. Januar 2007 bis 20. Oktober 2008 war er zudem Landesvorsitzender der brandenburgischen CDU.

## Leben und Beruf
Ulrich Junghanns absolvierte nach seinem Schulabschluss an der POS von 1972 bis 1974 im Hengstdepot Moritzburg eine Lehre zum Pferdewirt.
Im Jahr 1973 wirkte er als Komparse in dem Film Drei Haselnüsse für Aschenbrödel mit. Er war dort in mehreren Szenen als Reiter zu sehen.
Von November 1974 bis April 1976 leistete er seinen Grundwehrdienst in der NVA ab. Das dreijährige Studium der öffentlichen Verwaltung an der Fachschule für Staatswissenschaft „Edwin Hoernle“ Weimar schloss er 1979 als Staatswissenschaftler ab und arbeitete anschließend als Angestellter beim Rat des Kreises Greiz.
Im Jahr 1986 schloss er ein fünfjähriges Fernstudium an der Akademie für Staats- und Rechtswissenschaft der DDR in Potsdam-Babelsberg als Diplomstaatswissenschaftler ab.
Von 1998 bis 2002 war er Geschäftsführer der Firma GreenWay Systeme GmbH in Frankfurt (Oder), die Verkehrsnavigationssysteme und Stauwarnanlagen herstellt. Nachdem bekannt geworden war, dass GreenWay Systeme Landesaufträge ohne Ausschreibung erhalten hatte, geriet Junghanns in die Kritik. Die Vorwürfe konnten jedoch auch im Hinblick darauf, dass die Auftragsvergabe im Jahr 2000 – also zwei Jahre bevor Junghanns Minister wurde – erfolgte, nicht substantiiert werden.
Ulrich Junghanns ist evangelisch und wohnt mit seiner Frau in Frankfurt (Oder). Er hat zwei erwachsene Söhne.

## Partei

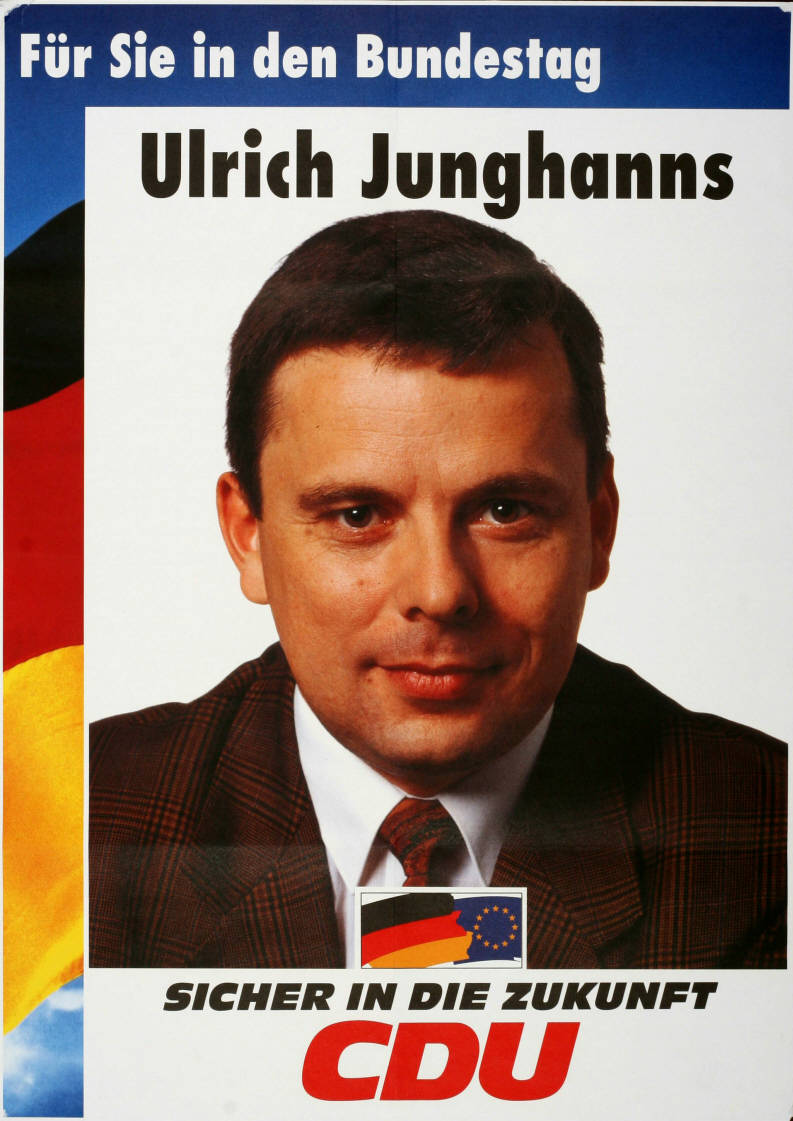
Wahlplakat zur Bundestagswahl 1994

1974 trat Ulrich Junghanns als 18-Jähriger in die Blockpartei Demokratische Bauernpartei Deutschlands (DBD) ein. 1981 wechselte er in ein Arbeitsverhältnis mit der DBD und „machte eine steile Funktionärskarriere“. Er war 1. Sekretär der DBD Greiz und wurde 1983 schließlich zum politischen Mitarbeiter im Parteivorstand der DBD berufen. Später wurde er Vorsitzender des Bezirksvorstands der DBD in Berlin. Noch am 3. Juli 1989 verteidigte Junghanns die Mauer: „Was die Mauer betrifft, so lassen wir uns nicht deren Schutzfunktion ausreden – ganz einfach, weil wir den Schutz spüren vor all dem, was hinter der Mauer an brauner Pest wuchert.“
1990 wurde er erster stellvertretender Vorsitzender der Demokratischen Bauernpartei Deutschlands. Nachdem der Vorstand der DBD am 25. Juni 1990 die Vereinigung mit der CDU beschlossen hatte und sich Günther Maleuda kurz darauf vom Vorsitz zurückzog, wurde Junghanns amtierender Vorsitzender. Der Zusammenschluss wurde daher gemäß § 13 Parteiengesetz auf einem außerordentlichen Parteitag beschlossen. Auch unter seinem Vorsitz sprach sich die DBD gegen einen Beitritt der DDR zur Bundesrepublik nach Artikel 23 des Grundgesetzes aus.
Ab 1990 war er Mitglied des Landesvorstandes der CDU Brandenburg. In den Jahren von 1990 bis 1992 war er Mitglied des Bundesvorstandes der CDU. Seit Januar 1999 war er stellvertretender Landesvorsitzender der CDU Brandenburg. Nachdem der bisherige CDU-Landesvorsitzende Jörg Schönbohm beim Landesparteitag 2007 nicht mehr zur Wahl antrat, bewarb sich Junghanns um diese Funktion. Die Wahl, bei der er von Schönbohm unterstützt wurde, gewann Junghanns knapp vor seinem Gegenkandidaten Sven Petke mit 112 zu 110 Stimmen. Der von Junghanns als Generalsekretär der CDU Brandenburg vorgeschlagene CDU-Landtagsabgeordnete Dierk Homeyer erhielt nicht die erforderliche Mehrheit des Landesparteitages. Kurz darauf kam es zu einer Auseinandersetzung. „Ich sehe in Ihren Augen den Hass, der diese Auseinandersetzung geprägt hat“, schrie der neue Vorsitzende vom Podium. Nach Buhrufen von Delegierten und einer Krisensitzung der Kreisvorsitzenden bat Junghanns um Entschuldigung.
Nach für die CDU schlechten Ergebnissen bei den Kommunalwahlen in Brandenburg am 28. September 2008 trat Junghanns am 20. Oktober 2008 von seiner Funktion als Landesparteivorsitzender zurück.

## Abgeordneter
Er gehörte von 1990 bis 1998 dem Deutschen Bundestag an. 1990 gewann er das Direktmandat im Wahlkreis Frankfurt (Oder) – Eisenhüttenstadt – Beeskow und 1994 zog er über die Landesliste der CDU Brandenburg ins Parlament ein.
1993 trat er zur Wahl als Oberbürgermeister der Stadt Frankfurt (Oder) an. Er erhielt 12,5 Prozent der Stimmen. Von 1994 bis 2002 war Junghanns Stadtverordneter und Vorsitzender der CDU-Fraktion in Frankfurt (Oder).
Von Oktober 2004 bis 2009 war Junghanns Mitglied des Landtages Brandenburg. Er konnte sich im Wahlkreis Frankfurt (Oder) nicht gegen Frank Hammer von der PDS durchsetzen. Junghanns zog über die Landesliste der CDU in das Parlament ein.
Zur Landtagswahl 2009 in Brandenburg stand Junghanns der Partei nicht mehr als Kandidat zur Verfügung.

## Ehrung in der DDR
- 1988 – Verdienstmedaille der DDR.[12]